# Eburodacrys xirica
Eburodacrys xirica es una especie de escarabajo longicornio del género Eburodacrys, tribu Eburiini, subfamilia Cerambycinae. Fue descrita científicamente por Martins & Galileo en 2005.

## Descripción
Mide 14,8-19,1 milímetros de longitud.

## Distribución
Se distribuye por Bolivia.